# Ejakulacija
Ejakulacija je izlučivanje sperme iz penisa, uobičajeno popraćeno orgazmom. Obično je rezultat seksualne stimulacije tijekom snošaja, samozadovoljavanja ili bilo koje druge seksualne aktivnosti, koja može uključivati i stimulaciju prostate. Rijetko je posljedica oboljenja prostate. Ejakulacija se može spontano događati tijekom spavanja; takva ejakulacija naziva se polucija.

## Faze
Ejakulacija ima dvije faze: emisiju i ejakulaciju. Faza emisije ejakulatornog refleksa je pod kontrolom simpatetičkog živčanog sustava, dok je ejakulatorna faza pod kontrolom kralješničkog refleksa na nivou kralješničke sinapse S2-4 putem pudendalnog živca. Poslije ejakulacije slijedi vrijeme oporavka, dok joj prethodi seksualno podražavanje.

### Vrijeme oporavka
Većini muškaraca potrebno je neko vrijeme između dvije ejakulacije, duljina tog vremena nije zadana. Dob utječe na vrijeme oporavka; mlađi muškarci tipično se oporavljaju brže nego stariji. Tijekom vremena oporavka teško je ili nemoguće uspostaviti erekciju, jer se simpatetički živčani sustav suprotstavlja djelovanju parasimpatetičkog živčanog sustava.

### Stimulacija
Postoji veliki opseg trajanja seksualnog podražavanja prije nego što nastupi ejakulacija.
Kad muškarac ejakulira prije nego što to želi, zovemo to prijevremenom ejakulacijom. Ako muškarac nije sposoban ejakulirati ni nakon poduljeg seksualnog podražavanja, unatoč njegovoj želji, zovemo to odložena ejakulacija ili anorgazmija. Orgazam koji nije popraćen ejakulacijom poznat je kao suhi orgazam.